# Pamendanga albicosta
Pamendanga albicosta är en insektsart som först beskrevs av Frederick Arthur Godfrey Muir 1915.  Pamendanga albicosta ingår i släktet Pamendanga och familjen Derbidae. Inga underarter finns listade i Catalogue of Life.